# TeenNick Nederland
TeenNick Nederland  was een Nederlands commercieel tienerblok dat uitzond vanaf 14 februari 2011. TeenNick zond uit in de avond- en nachturen op het kanaal van Nickelodeon. De zender richtte zich vooral op tieners (12- tot 19-jarigen). Op TeenNick werden de originele Amerikaanse series uitgezonden met Nederlandse ondertiteling en Nederlandse series. Op 18 augustus 2015 werd het einde van TeenNick bekendgemaakt. Vanaf 1 oktober 2015 is TeenNick niet meer te zien in Nederland en België.

## Geschiedenis
In 2004 en 2005 was Nickelodeon 24 uur per dag te ontvangen in Nederland. Er was toen al een soortgelijk tienerblok onder de naam Nick at Night (gestileerd als Nick@Nite). Het nachtelijke blok begon toen om zeven uur 's avonds en zond series uit als SpongeBob SquarePants, Rocko's Modern Life, Kenan & Kel, All That, The Amanda Show, Sabrina, the Teenage Witch, Ren & Stimpy Show, The Angry Beavers, Montana Jones, Argai en Saved by the Bell. Deze series werden allemaal Nederlands ondertiteld in plaats van nagesynchroniseerd.
Nickelodeon zendt vanaf 14 februari 2011 wederom 24 uur per dag uit. De commerciële tv-zender programmeert voortaan een uurtje langer kinderprogramma's voor zes- tot twaalfjarigen en gaat voortaan 's avonds om 21.00 uur verder onder de nieuwe merknaam TeenNick, voor jongeren in de leeftijd van twaalf tot negentien jaar. Teennick duurt tot 5.00 uur de volgende ochtend. Deze uitbreiding van de programmering was mogelijk omdat Nickelodeon niet langer een tv-kanaal met Comedy Central deelt. Per 1 januari 2011 verhuisde Comedy Central al naar het kanaal van voormalig muziekzender TMF voor meer zendtijd. Nickelodeon kon daardoor uitbreiden naar 24 uur per dag. Nickelodeon gaat hiermee 's avonds de concurrentie aan met Disney Channel en Disney XD Extra (24/7).
TeenNick zal uitsluitend Amerikaanse televisieseries met Nederlandse ondertiteling uitzenden. De enige uitzondering tot op heden is AlexFM, omdat dat een Nederlands programma is.
Sinds 4 oktober 2011 is TeenNick ook te zien in Vlaanderen omdat Nickelodeon daar vanaf oktober de klok rond uitzendt. TeenNick begint daar vanaf 9 uur 's avonds (vroeger 8 uur 's avonds). In Vlaanderen konden voor 4 oktober 2011 enkel de klanten van TV Vlaanderen TeenNick ontvangen omdat zij de Nederlandse Nickelodeon krijgen doorgestuurd.
Op 18 augustus 2015 werd bekend dat TeenNick ging stoppen met uitzenden. Op 1 oktober kwam er een Nederlandse versie van het Viacom-kanaal Spike voor in de plaats. Een dag later werd hetzelfde scenario bekendgemaakt voor TeenNick Vlaanderen.
Vanaf 12 december 2016 kwam het avondblok bij Ziggo terug, dit keer onder de naam Nickelodeon, maar het blok was korter dan van TeenNick en er werden geen programma's uitgezonden met onderwerpen die niet of minder geschikt voor een jonger publiek waren, zoals seks en drugs. Op de late avond werden tekenfilms uitgezonden uit de jaren 90. Vanaf 1 maart 2017 was Nickelodeon ook weer 24 uur per dag via KPN, Telfort, Caiway, T-Mobile Thuis en Glashart Media te ontvangen, vanaf 24 maart ook via KPN Play.

## Programma's
| Programmatitel                           | Aantal afl. | Première          | Laatste uitzending |
| ---------------------------------------- | ----------- | ----------------- | ------------------ |
| AlexFM                                   | -           | 11 april 2005     | 27 januari 2006    |
| Big Time Rush                            | 74          | 28 november 2009  | 25 juli 2013       |
| The City                                 | 35          | 29 december 2008  | 13 juli 2010       |
| Degrassi: The Next Generation            | 385         | 14 oktober 2001   | 2 augustus 2015    |
| Drake & Josh                             | 63          | 11 januari 2004   | 5 december 2008    |
| Fred: The Show                           | 24          | 16 januari 2012   | 3 augustus 2012    |
| Gigantic                                 | 18          | 8 oktober 2010    | 22 april 2011      |
| H2O: Just Add Water                      | 78          | 7 juli 2006       | 16 april 2010      |
| Heartland                                | 214         | 14 oktober 2007   | /                  |
| The Hills                                | 102         | 31 mei 2006       | 13 juli 2010       |
| Hollywood Heights                        | 80          | 18 juni 2012      | 5 oktober 2012     |
| House of Anubis                          | 230         | 1 januari 2011    | 12 april 2013      |
| How to Rock                              | 26          | 4 februari 2012   | 8 december 2012    |
| iCarly                                   | 109         | 8 september 2007  | 23 november 2012   |
| Instant Mom                              | 65          | 29 september 2013 | 19 december 2015   |
| The Journey of Allen Strange             | 58          | 8 november 1997   | 23 april 2000      |
| Just Jordan                              | 29          | 7 januari 2007    | 5 april 2008       |
| Kenan & Kel                              | 61          | 15 juli 1996      | 1 april 2000       |
| Life with Boys                           | 40          | 9 september 2011  | 27 augustus 2013   |
| Marvin Marvin                            | 19          | 24 november 2012  | 27 april 2013      |
| Mr. Meaty                                | 61          | 22 september 2006 | 4 oktober 2007     |
| My Parents Are Aliens                    | 106         | 8 november 1999   | 18 december 2006   |
| The Naked Brothers Band                  | 39          | 3 februari 2007   | 13 juni 2009       |
| Ned's Declassified School Survival Guide | 55          | 12 september 2004 | 8 juni 2007        |
| The Next Step                            | 206         | 8 maart 2013      | /                  |
| Nowhere Boys                             | 52          | 7 november 2013   | 15 december 2018   |
| Renford Rejects                          | 52          | 23 februari 1998  | 26 maart 2001      |
| Romeo!                                   | 53          | 14 september 2003 | 23 juli 2006       |
| Sam & Cat                                | 35          | 8 juni 2013       | 17 juli 2014       |
| Saved by the Bell                        | 87          | 20 augustus 1989  | 22 mei 1993        |
| See Dad Run                              | 48          | 6 oktober 2012    |                    |
| Sorry, I've Got No Head                  | 39          | 17 juni 2008      | 12 augustus 2011   |
| South of Nowhere                         | 40          | 4 november 2005   | 12 december 2008   |
| Spotlight                                | 67          | 25 mei 2015       | 4 december 2015    |
| Summer in Transylvania                   | 20          | 25 oktober 2010   | 19 juli 2012       |
| Sweet Valley High                        | 220         | 5 september 1994  | 14 oktober 1997    |
| The Troop                                | 40          | 12 september 2009 | 8 mei 2013         |
| True Jackson, VP                         | 50          | 8 november 2008   | 20 augustus 2011   |
| Unfabulous                               | 42          | 12 september 2004 | 16 december 2007   |
| Victorious                               | 60          | 27 maart 2010     | 2 februari 2013    |
| Wendell & Vinnie                         | 20          | 16 februari 2013  | 22 september 2013  |
| Wingin' It                               | 51          | 3 april 2010      | 25 mei 2012        |
| Zoey 101                                 | 57          | 9 januari 2005    | 2 mei 2008         |